# اورنیتومانسی
فال‌گیری بر پایه رفتار پرندگان یا اورنیتومانسی (انگلیسی: Ornithomancy)، به یونانی باستان (οἰωνίζομαι) به معنای «از پرواز و فریاد پرندگان فال بگیر»، انجام فال گرفتن یا اومن (فال) از اعمال پرندگان است که در بسیاری از فرهنگ‌های باستانی از جملهیونان باستان دنبال می‌شد و معادل شگون است که توسط رومیان باستان به کار می‌رفت.
اورنیتومانسی به نوعی در سطح جهانی در میان طیف گسترده‌ای از مردمان پیش از صنعت یافت شده‌است.